# New Basket Ceglie 2002-2003
La New Basket Ceglie 2002-2003 sponsorizzata Prefabbricati Pugliesi prende parte al campionato italiano di Serie B/2, girone C a 16 squadre. Chiude la stagione regolare all'ottavo posto con 16V e 14P, 2377 punti fatti e 2308 punti subiti, perde i playoff contro la Calze Pompea Atri.

## Storia
Dopo un anno senza basket, Brindisi riparte con Giovanni Di Bella che rileva la proprietà della New Basket Ceglie di Sportelli.
Il Coach è Renato Sabatino, il roster viene composto dai brindisini ex-Azzurra Brindisi Giovanni Parisi, Giancarlo Giarletti preso dalla Virtus Mesagne e Eduardo Passante dalla Olimpia Basket Matera, dagli esperti Gabriele Casalvieri preso dalla Virtus Siena, Fabio Liberatori dal Virtus Rieti, Fabio Nardone dal Basket Latina, l'ala Andrea Madio dall'US Campli e una pattuglia di giovani juniores tra i quali spicca Cristian Villani. A stagione in corso vengono ingaggiati il play uruguagio Marcelo Capalbo dal Virtus Rieti e il pivot ex-Azzurra Brindisi Massimo La Torre dalla Scandone Avellino. Coach Renato Sabatino sarà avvicendato con coach Piero Pasini tornato per l'ennesima volta ad allenare una squadra brindisina. Miglior marcatore della stagione è Gabriele Casalvieri con 481 punti in 28 partite, seguito da Fabio Liberatori con 408 punti in 32 p. e Giovanni Parisi con 250 p. in 21 p.

## Roster
| Prefabbricati Pugliesi 2002/2003 | Prefabbricati Pugliesi 2002/2003 |
| Giocatori                        | Staff tecnico                    |
| -------------------------------- | -------------------------------- |

| N. | Naz.               | Ruolo | Nome                          | Anno | Alt.   | Peso |  |
| -- | ------------------ | ----- | ----------------------------- | ---- | ------ | ---- |  |
| 4  | Italia (bandiera)  | P     | Nicola Cozzoli                | 1983 | 173 cm |      |  |
| 5  | Italia (bandiera)  | A     | Gabriele Casalvieri           | 1971 | 197 cm |      |  |
| 6  | Italia (bandiera)  | P     | Giangiovanni Parisi ()        | 1973 | 182 cm |      |  |
| 7  | Italia (bandiera)  | G     | Flavio Ungaro                 | 1984 | 196 cm |      |  |
| 8  | Italia (bandiera)  | A     | Cristian Villani              | 1982 | 198 cm |      |  |
| 9  | Italia (bandiera)  | C     | Fabio Liberatori              | 1975 | 204 cm |      |  |
| 10 | Italia (bandiera)  | A     | Andrea Madio                  | 1976 | 195 cm |      |  |
| 11 | Italia (bandiera)  | AC    | Edoardo Passante              | 1974 | 200 cm |      |  |
| 12 | Italia (bandiera)  | PG    | Giancarlo Giarletti           | 1968 | 185 cm |      |  |
| 13 | Italia (bandiera)  | AC    | Vincenzo Signore              | 1985 | 200 cm |      |  |
| 14 | Italia (bandiera)  | AC    | Roberto Fiusco                | 1968 | 198 cm |      |  |
| 15 | Italia (bandiera)  | G     | Alessandro Scatigno           | 1985 | 195 cm |      |  |
| 16 | Italia (bandiera)  | A     | Fabio Nardone                 | 1969 | 196 cm |      |  |
| 18 | Italia (bandiera)  | C     | Massimo La Torre (dal 7/1/03) | 1969 | 214 cm |      |  |
| 20 | Uruguay (bandiera) | P     | Marcelo Capalbo (dal 7/1/03)  | 1970 | 180 cm |      |  |

| Allenatore                                           |
| - Renato Sabatino - Piero Pasini dal 20/2/2003       |
| Assistente/i                                         |
| - Enzo Giuri, Antonio D'amore Legenda - (C) Capitano |

## Stagione
|  |     | Classifica Serie B/2 C 2002-2003 | Pt | G  | V  | P  | PtF  | PtS  |
|  | --- | -------------------------------- | -- | -- | -- | -- | ---- | ---- |
|  | 1.  | Calze Pompea Atri                | 46 | 30 | 23 | 7  | 2434 | 2047 |
|  | 2.  | SIDAM Ruvo                       | 42 | 30 | 21 | 9  | 2612 | 2446 |
|  | 3.  | BPM Matera                       | 38 | 30 | 19 | 11 | 2523 | 2389 |
|  | 4.  | Bucalo Palermo                   | 38 | 30 | 19 | 11 | 2523 | 2389 |
|  | 5.  | Maione Nola                      | 36 | 30 | 18 | 12 | 2259 | 2169 |
|  | 6.  | Vi.Matel Salerno                 | 34 | 30 | 17 | 13 | 2390 | 2253 |
|  | 7.  | La Pentola San Severo            | 34 | 30 | 17 | 13 | 2209 | 2263 |
|  | 8.  | Prefabbricati Pugliesi Brindisi  | 32 | 30 | 16 | 14 | 2369 | 2304 |
|  | 9.  | Potenza 84                       | 32 | 30 | 16 | 14 | 2346 | 2339 |
|  | 10. | Cementir Maddaloni               | 30 | 30 | 15 | 15 | 2268 | 2289 |
|  | 11. | Ares Ribera                      | 24 | 30 | 12 | 18 | 2354 | 2411 |
|  | 12. | Grundig Castellamare di Stabia   | 24 | 30 | 12 | 18 | 2296 | 2446 |
|  | 13. | Borgo Canale Bari                | 22 | 30 | 11 | 19 | 2326 | 2449 |
|  | 14. | Luiss Roma                       | 18 | 30 | 9  | 21 | 2113 | 2308 |
|  | 15. | La Via Lattea Barcellona         | 16 | 30 | 9  | 21 | 2252 | 2516 |
|  | 15. | Amatori Pescara                  | 14 | 30 | 7  | 23 | 2006 | 2204 |

## Risultati

### Stagione Regolare
| Arbitri: | Di Franco (Augusta) Giummarra (Ragusa) |

|                                    |       |                                        |
| Condello 15, Menzione 14, Viena 14 | Punti | Casalvieri 21, Passante 10, Nardone 10 |

| Arbitri: | Fimiami (Lamezia Terme) Cagliostro (Reggio Calabria) |

|                                           |       |                                       |
| Casalvieri 24, Liberatori 20, Passante 14 | Punti | Frascolla 25, Piscitelli 20, Russo 16 |

| Arbitri: | Castellucci (Casagiove) Borrelli (Napoli) |

|                                         |       |                                          |
| De Bellis 26, Colella 15, Chiumarulo 14 | Punti | Nardone 19, Casalvieri 16, Liberatori 14 |

| Arbitri: | Di Pasquale (Campobasso) Cardilli (L'Aquila) |

|                                      |       |                                  |
| Villani 18, Giarletti 15, Nardone 12 | Punti | Antonucci 21, Verde 13, Fiano 10 |

| Arbitri: | Di Giambattista (Pescara) Di Francesco (Teramo) |

|                                          |       |                                    |
| Casalvieri 24, Liberatori 22, Villani 15 | Punti | Fresina 19, Palanca 14, Granato 10 |

| Arbitri: | Melchionda (Avellino) Ferrari (Avellino) |

|                                       |       |                                      |
| Iaselli 19, Vitiello 13, Festinese 13 | Punti | Parisi 20, Nardone 17, Liberatori 15 |

| Arbitri: | Leporale (Talsano) Passante (San Severo) |

|                                      |       |                                         |
| Casalvieri 20, Parisi 17, Nardone 16 | Punti | Giuffrida 28, Alfonso 21, Castellitto 8 |

| Arbitri: | Barilami (Roma) D'Amato (Roma) |

|                                                           |       |                                       |
| Santarelli 22, Di Fabio 20, Patricelli 13, Santarelli 21, | Punti | Casalvieri 36, Nardone 8, Giarletti 7 |

| Arbitri: | Taviano (Caserta) Cilento (Napoli) |

|                                          |       |                                     |
| Casalvieri 25, Villani 20, Liberatori 16 | Punti | Corvino 24, Pate 20, Delli Carri 15 |

| Arbitri: | Santisi (Nuoro) Manchia (Sassari) |

|                                  |       |                                            |
| Tartaglia 29, Vito 20, Picone 14 | Punti | Liberatori 23, Casalvieri 21, Giarletti 10 |

| Arbitri: | Beneduce (Caserta) Cannoletta (Caserta) |

|                                         |       |                                    |
| Stramaglia 22, Marconato 15, Gilardi 14 | Punti | Casalvieri 27, Madio 11, Parisi 11 |

| Arbitri: | Fabiani (Firenze) Tilli (Firenze) |

|                                         |       |                                        |
| Casalvieri 25, Parisi 16, Liberatori 15 | Punti | De Leonardis 17, Risolo 13, Lorusso 13 |

| Arbitri: | Licari (Marsala) Mazzarra (Trapani) |

|                                   |       |                                      |
| Orlando 24, Maggi 11, Giordano 10 | Punti | Casalvieri 28, Parisi 17, Nardone 12 |

| Arbitri: | Bramante (Verona) Buttinelli (Roma) |

|                                            |       |                                       |
| Casalvieri 26, Liberatori 24, Giarletti 12 | Punti | Dipierro 20, Ciampaglia 17, Vergara 7 |

| Arbitri: | Bramante (Verona) Buttinelli (Roma) |

|                                         |       |                                        |
| Donega 12, Albertinazzi 11, Bizzarri 11 | Punti | Giarletti 22, Parisi 17, Liberatori 15 |

| Arbitri: | Soavi (Bologna) Saraceni (Zolapredosa) |

|                                      |       |                                     |
| Casalvieri 28, Parisi 16, Nardone 13 | Punti | Ricci 20, Menzione 19, Paparella 14 |

| Arbitri: | Chilà (Reggio Calabria) Caputo (Acireale) |

|                                    |       |                                          |
| Frascolla 19, Russo 15, Desiato 14 | Punti | Capalbo 23, Casalvieri 20, Liberatori 15 |

| Arbitri: | Raganati (Napoli) Musarra (Napoli) |

|                                         |       |                                          |
| Casalvieri 29, Giarletti 14, Capalbo 14 | Punti | DE Bellis 33, Colella 11, Scoccimarro 10 |

| Arbitri: | Baronelli (Varese) De Luca (Varese) |

|                                     |       |                                          |
| Verde 33, Antonucci 12, Rusciano 12 | Punti | Liberatori 24, La Torre 18, Giarletti 15 |

| Arbitri: | Marchesi (Perugia) Santilli (Recanati) |

|                                      |       |                                   |
| Contigiani 20, Granato 15, Del Bo 12 | Punti | Capalbo 25, Madio 15, Passante 14 |

| Arbitri: | Livolti (Priologargallo) Di Franco (Gravina di Catania) |

|                                          |       |                                        |
| La Torre 21, Giarletti 17, Liberatori 11 | Punti | Scatola 17, Veglianti 15, Festinese 10 |

| Arbitri: | Gasparri (Pesaro) Venturini (Pesaro) |

|                                               |       |                                     |
| Castellitto 23, Giuffrida 21, Ambrosecchia 18 | Punti | Capalbo 16, Nardone 15, La Torre 11 |

| Arbitri: | Bovrelli (Napoli) Petraccaro (Salerno) |

|                                          |       |                                     |
| Liberatori 28, Capalbo 13, Casalvieri 11 | Punti | Conti 16, Santarelli 14, Benassi 10 |

| Arbitri: | Flammini (Ferrara) Balestrieri (Ferrara) |

|                                          |       |                                        |
| Delli Carri 27, Muyango 24, Bazzucchi 22 | Punti | Villani 14, Casalvieri 14, Passante 14 |

| Arbitri: | Agostini (Brescia) Censini (Milano) |

|                                            |       |                                  |
| Casalvieri 21, Liberatori 16, La Torre 15. | Punti | Tartaglia 26, Picone 16, Vito 10 |

| Arbitri: | Pisoni (Milano) Paronelli (Varese) |

|                                         |       |                                   |
| Capalbo 23, Casalvieri 17, Passante 13. | Punti | Stama 21, Stramaglia 15, Zizza 13 |

| Arbitri: | Barilani (Civitavecchia) Marino (Civitavecchia) |

|                                    |       |                                        |
| Raho 32, Mauti 16, De Leonardis 14 | Punti | Villani 17, La Torre 17, Liberatori 14 |

| Arbitri: | Di Cello (Lamezia Terme) Fimiani (Lamezia Terme) |

|                                    |       |                                    |
| Madio 13, Liberatori 13, Parisi 12 | Punti | Giordano 25, Orlando 21, Piazza 13 |

| Arbitri: | Chilà (Reggio Calabria) Cagliostro (Reggio Calabria) |

|                                      |       |                                        |
| Vergara 25, Fiorino 20, Di Pierro 19 | Punti | La Torre 18, Villani 15, Casalvieri 14 |

| Arbitri: | Moretti (Marsciano) Del Guadio (Assisi) |

|                                       |       |                                       |
| Passante 21, Parisi 16, Liberatori 12 | Punti | Rugolo 22, Albertinazzi 16, Onetto 14 |

### Play Off
| Arbitri: | Gollini (Bologna) Latini (Bologna) |

|                                       |       |                                         |
| Gilardi 25, Saborido 15, Stramaglia 9 | Punti | Villani 12, Liberatori 12, Casalvieri 8 |

| Arbitri: | Bernhart (Treviso) Zamuner (Treviso) |

|                                    |       |                                         |
| Liberatori 19, Parisi 14, Madio 11 | Punti | Marconato 17, Stramaglia 12, Gilardi 11 |

## Statistiche

### Statistiche di squadra
| Competizione               | Punti | In casa | In casa | In casa | In casa | In casa | In trasferta | In trasferta | In trasferta | In trasferta | In trasferta | Totale | Totale | Totale | Totale | Totale | Totale |
| Competizione               | Punti | G       | V       | P       | Ptf     | Pts     | G            | V            | P            | Ptf          | Pts          | G      | V      | P      | Ptf    | Pts    | Diff.  |
| -------------------------- | ----- | ------- | ------- | ------- | ------- | ------- | ------------ | ------------ | ------------ | ------------ | ------------ | ------ | ------ | ------ | ------ | ------ | ------ |
| Serie B2 Stagione regolare | 32    | 15      | 12      | 3       | 1232    | 1083    | 15           | 4            | 11           | 1145         | 1225         | 30     | 16     | 14     | 2377   | 2308   | +69    |
| Serie B2 Playout           | 0     | 1       | 0       | 1       | 62      | 63      | 1            | 0            | 1            | 55           | 74           | 2      | 0      | 2      | 117    | 137    | -20    |
| Totale                     | 32    | 16      | 12      | 4       | 1294    | 1146    | 16           | 4            | 12           | 1200         | 1299         | 32     | 16     | 16     | 2494   | 2445   | +49    |

## Fonti
Il Quotidiano di Puglia edizione del 2002-03
Guida ai campionati di basket LNP 2003